# Страна Снов
Страна́ снов, а также Страна грёз, Ца́рство снов (англ. Dreamlands) — вымышленные миры в «Цикле снов» американского писателя Говарда Филлипса Лавкрафта. Это альтернативное измерение, доступное через сны, которое могут посещать сновидцы. В этом мире перемежаются пространство, время, мифы и мечты. «Бодрствующий мир» — наша повседневная или «Настоящая» Вселенная — как её называют мудрецы, рождённые в Стране снов. По большей части, это зеркальное отображением нашего мира, где всё по-другому. Насколько можно определить, Страна снов имеет те же созвездия, что и реальный мир. Некоторые физические порталы между Страной Грёз и миром наяву действительно существуют, но этих врат немного, и они часто встречаются в опасных местах в обеих реальностях. Основным произведением «Цикла снов» является повесть «Сомнамбулический поиск неведомого Кадата», где появляется название «Страна снов».
Страну снов населяют вымышленные существа, которых нет в «Бодрствующем мире», такие как: зуги, гули, собакоподобные существа, ночные призраки, лунные жабы и другие. В ней характерна свобода перемещения, которой отличаются скорее сновидения, чем реальный мир. Здесь море смыкается с небом, а корабли идут по подземным рекам и летают на Луну. Общая картина мира представляет обширные земли, где народы живут за стенами чудесных античных городов; они сражаются холодным оружием, плавают на галерах, занимаются торговлей и ремеслом, посещают храмы, и амфитеатры. Страна снов красива и опасна одновременно. Города безопасны для большинства путников, а угрозы исходят от могущественных сил и существ в окружении региона. Разного рода опасности таят магические места, отмеченные знаками Древних богов.
Лавкрафт не приводит точных разъяснений о природе Страны снов и не строит строгую систему, наоборот — его миры полны хаоса. Именно в «Цикле снов» появились такие элементы «Мифов Ктулху», как реликвии далёкого прошлого, запретные рукописи, циклопические руины, тяжело произносимые названия, «вещи без имени» и прочее.

## Основные сведения
Страна снов появляется в рассказе «Полярная звезда» как Иной мир, который имеет собственный ход истории, географию, и устанавливается его связь с реальным миром; вначале сновидец парит как бестелесный наблюдатель, а после обретает форму и способность говорить на всеобщем языке. Опытные сновидцы сразу имеют форму. Страна снов не является чьим-то субъективным миром или фантазией одного человека: она одинаково существует для всех людей из Мира яви, попадающих в неё. Некоторые сновидцы видят во снах некоторые её места немного по-своему. Жрец Атал говорит, что у каждого человека есть свой Мир снов. Атал уточняет, что Страна снов, которую все знают, — это «Земля общих видений» (англ. General land of vision), природа которой остается неизменной для всех её жителей. В рассказе «Серебряный ключ» упоминается понятие «Внутренних снов», — что подразумевает существование «Внешних снов». Некоторые люди могут создавать в своих фантазиях целые города в Стране снов и даже остаться там жить навсегда. Среди самых известных личностей: Куранес, который мечтал о вечном городе Селефаисе; Рэндольф Картер, который искал богов на горе Кадат; Атал, жрец Старших богов.
В ранних произведениях Лавкрафт очень размыто описывает Страну снов. В рассказе «Карающий Рок над Сарнатом» описаны общие сведения о народах и экзотических локациях. В рассказе «Иные Боги» появляются внеземные божества. Сновидцы попадают сюда, когда находятся в особых местах или испытывают видения. В рассказе «Белый корабль» смотритель маяка Безил Элтон говорил с океаном, а однажды уплыл на призрачном корабле в Страну снов. В рассказе «Селефаис» сновидец Куранес упал в бездну сна и попал в сказочный Восточный город. В повести «Сомнамбулический поиск неведомого Кадата» Рэндольф Картер проходил через «Врата глубокого сна» и попадал в зачарованный лес. Сновидцы сталкиваются с проблемами жизни в двух мирах сразу. В рассказе «Полярная звезда» герой перепутал сны и реальность, посчитав, что его жизнь реальна лишь в Стране снов, но так и не смог туда вернуться. Неизвестно, как соотносится время реального мира и Страны снов. Картер жил много лет в Стране снов, а проснулся дома в тот же день, когда заснул. В рассказе «Белый корабль» Элтон прожил тысячи лет в Стране снов, а проснулся дома в тот же день, когда заснул. Куранес стал царем, в то время как его тело в реальном мире умерло, и поэтому он не мог вернуться. Герои не просто видят сны, но также могут полностью перенестись из реальности в Страну снов.
В ранних произведениях Лавкрафт ссылается на Иные миры и эфирные миры в космосе, что не относятся к Стране снов: «Зелёный Луг», «Дерево», «Поэзия и Боги», «Крадущийся Хаос».
В центральных произведениях Лавкрафт связывает все локации воедино и описывает истории людей, рождённых в Стране снов: «Карающий Рок над Сарнатом», «Кошки Ултара», «Забвение», «Поиск Иранона», «Иные Боги». В повести «Сомнамбулический поиск Неведомого Кадата» Лавкрафт упоминает Шесть Королевств (англ. Six Kingdoms), но не уточняет какие. Две опушки Зачарованного леса прилегают к городам Новой Англии. Лавкрафт описывает места, где люди буквально выпадают из реальности. Иногда можно встретить мифические места из легенд, что известны в нашем мире, но так и не были найдены. Жители Страны снов вооружены кольями, пиками, луками, топорами, посохами, ятаганами. Среди животных упоминаются львы, слоны, зебры, кондоры, яки. В окружении встречаются пустыни, моря, горы, волшебные долины, циклопические руины, круги камней, бездна. Коты, гули, зуги говорят на других языках, а также встречается язык инопланетян. Влияние внеземных божеств минимально. В Стране снов главными божествами являются Азатот, Ньярлатхотеп, но больше всего известны Боги земли или Великие (the Great Ones), которые являются слабыми, эфемерными созданиями.
В поздних произведениях Страна снов приобретает абсолютно хаотичный характер. В рассказах «Что вызывает Луна» и «Нечто в лунном свете» существа и образы из Страны снов проникают в реальный мир. Известны и другие пространственные соприкосновения планов двух миров. Мудрецы видели Плато Ленг и гору Кадат в разных уголках планеты. В повести «Шепчущий во тьме» Ми-Го служат Древним богам, а их родная планета Юггот связана со Страной снов. В повести «Хребты Безумия» ученые видят миражи стен замков и горы Страны снов, и посещают древний город Старцев. Эти сведения совпадают с рассказом «Полярная звезда», где описано королевство Ломар, существовавшее 25-50 тысяч лет назад. Вероятно, Страна снов (как минимум — Ломар) имеет связь с материальной действительностью. В повести «За гранью времён» Великая Раса Йит вмешиваются в сны землян. В повести «Курган» жители Подземного мира К’нан служат Древним богам и посещают Страну снов.

### Запретные книги
Некоторые Запретные книги появляются именно в Стране снов:
- В рассказе «Полярная звезда» — «Пнакотические манускрипты»
- В рассказе «Забвение» — «Папирусы Закариона»
- В рассказе «Иные Боги» — «Семь тайных книг Хсана»
- В рассказе «Карающий Рок над Сарнатом» — именные таблички Кадатерона.
- В повести «Сомнамбулический поиск Неведомого Кадата» и «Курган» — барельефы на стенах храмов Старцев.

## Вдохновение
Лавкрафт в эссе «Сверхъестественный ужас в литературе» пишет, что вдохновлялся такими работами, как: «Боги Пеганы» и «Рассказы сновидца» лорда Дансени, «Марсианский цикл» Эдгара Берроуза, «Сверхъестественный юго-запад» Роберта Говарда, «Гиперборейский цикл» Кларка Эштона Смита, «Ватек» Уильяма Бекфорда и других. В рассказе «Карающий Рок над Сарнатом» Лавкрафт использует тяжёлый литературный стиль Дансени. Лавкрафт является последователем Эдгара По, который написал стих «Страна-Мечта» (англ. Dream-Land). В рассказе «Память» Лавкрафт ссылается на Долину Нис из стиха «Долина Нис» По.
Лавкрафт придерживается концепции параллельных миров. Страна снов столь же реальна, как и наш настоящий мир. По структуре, она похожа на модель мира из мифологии. В частности, Концепция души описывает, что во снах человек путешествует в Мир грёз и встречает там умерших, демонов, духов, богов и т. п. Локации Долина Пнат, Пики Трока, Подземелья Зин появились в стихе «Сновидцу» (англ. To a Dreamer) Лавкрафта (1920). Лавкрафт не делил свое творчество на циклы, поэтому локации из «Цикла Снов» и «Мифов Ктулху» существуют в рамках единого вымышленного мира, так что нельзя отделить «Мифы Страны снов» от «Мифов Ктулху».
Лавкрафт использовал технику осознанных сновидений и буквально создал мир из своих снов. Лавкрафт заявлял, что названия городов просто приснились ему. Сновидения в литературе — популярный прием в мифологии и эпосе. В «Цикле снов» выражены черты жанра эпос и таких поэм, как «Одиссея», «Песнь о Нибелунгах», «Беовульф», «Энеида», «Младшая Эдда», «Старшая Эдда». Лавкрафт часто ссылается на мифы Древнего Египта, Древней Греции, Древнего Рима, легенды индейцев, народов Африки, Полинезии и другие. Но прежде всего он основывается на мифологии Европы: английской, кельтской, германской, скандинавской. В рассказе «Полярная звезда» Лавкрафт использует прием псевдоисторической хроники.
В английской литературе описаны Иные миры: «Царство фей» или «Страна богов», куда могут войти смертные имея при себе Серебряную ветвь. Там обитают мифические существа и обыгрывается «вневременной» аспект мира. Феи живут вне времени и потому бессмертны. Как область Иного мира рассматривается «Остров яблонь» и Авалон из мифологии Короля Артура. Зачарованный лес, вероятно, образ Шварцвальда или Арденского леса. Южные земли Страны снов похожи на острова блаженных.
Мифология Древнего Египта часто служит фоном для «Лавкрафтовских ужасов», а также её использовал Эдгар По. Египтяне верили, что в священных местах находятся проходы в Иные миры (Ка): «Подземный мир» (Аменти) и «Загробный мир» (Дуат). В рассказе «Забвение» корабли плывут по небу в «Царстве снов» — как и солнечные ладьи плывут по небу в Ином мире. Черты Древнегреческой мифологии и Загробный мир часто проявляется в «Цикле снов». Лавкрафт упоминает не связанные со Страной снов другие мифические локации: Пандемониум, Катакомбы Птолимея, Офир, Ирем, Атлантида, катакомбы Нефен-Ка, Флегетон, Тартар, Чертоги Эбиса, Ахерон, Аркадия, пропасть Никты, Стигия, Тартарские лиги, Эреб и другие.
Черты Восточного фольклора вдохновлены «Тысяча и одна ночь» — любимой сказкой Лавкрафта в детстве; но окружение не зависит от фольклора, потому что находятся в Стране снов. «IX издание Британской энциклопедии» приводит описание Ирема, город столпов, которое скопировал Лавкрафт: «после нашествия захватчиков город уцелел, но его боятся арабы, потому что он невидим для обычного человека, однако время от времени он является некоторым небесным путешественникам».
Лавкрафт планировал в 1922 году роман «Азатот» как «странную восточную сказку на манер 18-го века» или «странный Ватековский роман», ссылаясь на повесть «Аравия» Уильяма Томаса Бекфорда (1786):
Я не буду придерживаться современного критического канона, и должен откровенно проскользнуть через столетия, и стать создателем мифа, с той детской искренностью, которую никто не пытался достичь, кроме лорда Дансени, который ранее уже пытался достичь нашего времени. Я выйду за границы того мира, когда сосредоточу мысли не на применение литературных примеров, а на снах, о которых я мечтал, когда мне было 6 лет — снах, которые следовали моему первому прочтению Синдбада, Агиба, Баба-Абдаллах, Сиди-Нонмана и «Тысяча и одна ночь».
В письме к Рейнхарду Кляйнеру (7 марта 1920) Лавкрафт писал о ранних идея: «Сейчас у меня в голове полно идей, в том числе для жуткого романа под названием „Клуб семи сновидцев“». Он планировался сборник из 7 рассказов от лица сновидцев.
О Стране снов писали другие авторы, такие как Август Дерлет, Брайан Ламли, Гари Майерс, Кидж Джонсон, Джеймс Амбуэль.

## Античные карты и реальный мир
Страна снов напоминает античные карты Древнего Ближнего Востока. Названия похожи на города древнего Ближнего Востока и Древнего Египта. Карта морей похожа на Средиземное море. Лавкрафт отразил в общих чертах мифические страны, что разделяют века, но соединяют океаны. Герои путешествуют в пространстве и времени. В Древнем Египте считали, что вход в Иной мир находится в небе, возле Полярной звезды; в ущелье Пега в Абидосе; на горе Дехенет в Фивах; и в храмах реки Нил.
На Западе находятся самые многочисленные земли Мнара, — это название похоже на Мсар (старое название Египта). Город Иб похож на Ибб или Ипу. Река Ай похожа на город Ай. Река Скай похожа на Нил. В рассказе «Кошки Ултара» почитают кошек как священных. Ултар похоже на Ур или Уттар в Индии. Большое тихое озеро похоже на Большое горькое озеро. Сарнатх — город в Индии и место, где появились учения Будды, но Лавкрафт говорил, что придумал это название самостоятельно. Подземелья Зин похоже на пустыню Син. В рассказе «Поиск Иранона» город Уэнья похож на Конья в Турции, а город Телос похож на Талос в Греции.
На Севере находится королевство Ломар, — что похоже на Балканский полуостров. Плато Саркис похоже на Саронические острова. Город Олатое имеет греческие формы. Коммориом похож на Камулодун, где хранятся древние таблички, — что похожи таблички из Виндоланды. Дайкос похож на древнеримское название Дитикос Океанос. Ломарцы сражаются против дикарей — это похоже бриттов в битве с кельтами или переселенцев в эпоху колонизации Америки. Ломарцы обсуждают мнения на площади — что напоминает древнегреческое право. Кадат на Плато Ленг — похожа на Олимп, Каф, Садад, Эль-Курн и другие мифические горы.
На Востоке находится континент с землями Оот-Наргай, — что похожи на Ближний Восток. Здесь можно отметить блистающий Селефаис, что похож на Сепфорис. Название Серанниан похоже на Самарию или Ханаан. Границы этих землей окружает огромная стена, а берег омывает Серенарианское море. За Таранианскими горами находится перевал, что ведет в запретные земли — Гиндукуш на пути в Индию. На северо-востоке находится город Илек-Вад, что похож на Ангкор-Ват.
На Юге находятся самые малочисленные земли в опасных водах Южного моря. Земли Зар похожи на Дор в Финикии или Дер в Ассирии. Таларион, город Тысячи Чудес, похож на Ираклион, Триполи, Вавилон или Талант. Ксур похож на финикийский город Сур. Сона-Нил похож на Сана или Абу-Кир, в заливе Нила. Далеко в море находятся базальтовые столпы Запада, что похожи на Геркулесовы столбы или Мессинский пролив. В Картурии живут лишь боги, там течет река Нарг — она похожа на Вавилонию, Кесарию, Каледонию, Катанию. Ориаб похож на Аравийский полуостров. Бхарна похоже на Янбу-эль-Бахр или Бахрейн.

## География Страны снов
Лавкрафт разграничивает миры на четыре стороны света по различным признакам: Запад, Север, Восток и Юг. Ни разу он не уточняет контуры или границы континентов, но описывает горы, различия в природе, ландшафте, товарах и морских путях.

### Запад
Локации в рассказе «Карающий Рок над Сарнатом»:
- Земля Мнар (англ. Land of Mnar) — огромные равнины, где выделяется большое озеро и река Ай (англ. Ai), они граничат с многими другими землями.
- Большое тихое озеро (англ. Vast still lake) — озеро в земле Мнара, в которое не впадает и из которого не вытекает ни рек, ни ручьёв, но виден мыс Акурион (англ. Akurion).
- Сарнат (англ. Sarnath) — разрушенный могучий город в земле Мнара, который стоял на берегу большого тихого озера, где обитало некогда 50 миллионов жителей до ужасной катастрофы.
- Кадатерон (англ. Kadatheron) — древний город в земле Мнара, который кочевники построили на берегу реки Ай. На колоннах Кадатерона сохранились надписи про древний город Иб.
- Иларнек (англ. Ilarnek) — древний город в земле Мнара, который кочевники построили на берегу реки Ай. В его библиотеке хранились папирусы с древними легендами.
- Траа (англ. Thraa) — древний город в земле Мнара, который кочевники построили на берегу реки Ай.
- Пнат (англ. Pnath) — город в земле Мнара, который завоевал царь Нагрис-Хей. Долина Пнат упоминается в повести «Сомнамбулический поиск неведомого Кадата».
- Острова Нариель (англ. Isles of Nariel) — острова в Среднем океане (англ. The Middle Ocean), где обитали павлины.
- Средний океан (англ. The Middle Ocean) — океан, окружающий материк, где находятся земли Мнара и многие соседние с ним.
- Имплан (англ. Implan) — далёкие земли, где на холмах обитают молодые козлы.
- Пустыня Бназик (англ. Bnazic desert) — пустыня, где обитают лишь верблюды.
- Сидатриановые рощи (англ. Cydathrian groves) — рощи, где растут орехи и специи.
- Мталь (англ. Mtal) — земли, омываемые волнами, где добывают жемчуг.
- Рокол (англ. Rokol) — город, расположенный далеко от земли Мнар.

Локации в рассказах «Кошки Ултара»:
- Река Скай (англ. Skai) — река, которая извилисто течёт по всей земле Мнар.
- Ултар (англ. Ulthar) — город за рекой Скай, где жили Барзаи Мудрый и Атал, его окружают многие окрестные деревни, в которых мудрецы рассказывают легенды о Кадате.
- Нир (англ. Nir) — город по соседству с Ултаром, откуда иногда приходили путешественники.
- Юга (англ. South) — земли, из которых пришли смуглолицые странники. Описаны в рассказе «Белый корабль».

Локации в рассказе «Иные боги»:
- Гора Хатег-Кла (англ. Hatheg-Kla) — гора в сердце каменистой пустыни, что начинается за городом Хатег. Боги земли прилетают туда на облачных кораблях и исполняют танец памяти.
- Хатег (англ. Hateg) — город в сердце каменистой пустыни, что находится по соседству с Ултаром, где торговцы обсуждают законы Ултара.
- Гора Лерион (англ. Lerion) — горы недалеко от Ултара, где люди слышали вздохи богов в заунывном вое ветра, что гулял в предрассветных сумерках.
- Гора Тураи (англ. Thurai) — горы недалеко от Ултара, где плачут Иные боги, а люди принимают их слёзы за дождь.
- Нир (англ. Nir) — город по соседству с Ултаром и Хатегом.
- Ломар (англ. Lomar) — далёкий город в холодной пустыне, скованный морозами, о котором написано в «Пнакотических рукописях» и «Семи тайных книгах земли».
- Гора Кадат в холодной пустыне (англ. Kadath in the cold waste) — самая высокая, скалистая, заснеженная гора на севере Страны снов, куда не ступала нога человека.

Локации в повести «Сомнамбулический поиск неведомого Кадата»:
- Предзакатный город (англ. Sunset city) — город, созданный фантазией Рэндольфа Картера, где дома из золота, стены из мрамора, а старинные улицы объяты ведьмовскими тайнами.
- Врата в реальный мир (англ. Gates of the waking world) — врата в реальный мир, возле которых стоит пещерный храм с огненными колоннами жрецов Нашт и Каман-Та.
- Пещера пламени (англ. Cavern of Flame) — пещера возле врат в реальный мир, к которой ведут 70 ступенек.
- Врата глубокого сна (англ. Steps of Deeper Slumber) — из Пещеры пламени к ним ведёт лестница из 700 ступеней.
- Зачарованный лес (англ. Enchanted Woods) — обширные леса, покрывают территорию между Вратами глубокого сна и Ултаром, где растут мощные дубы и древесные грибы. В центре леса стоит кольцо монолитов. Упоминается в «Забвение».
- Ултар (англ. Ulthar) — город за рекой Скай, где жили Барзаи Мудрый и Атал, его окружают многие окрестные деревни, в которых мудрецы рассказывают легенды о Кадате.
- Нир (англ. Nir) — город по соседству с Ултаром, откуда иногда приходили путешественники.
- Парг (англ. Parg) — город на реке Скай, где купцы продают упитанных темнокожих рабов, а ремесленники делают поделки из слоновой кости.
- Укранос (англ. Oukranos) — река, что тянется от Нира до Трана. На её берегах растут рощи дубов и ивовые поля.
- Тран (англ. Thran) — город с тысячей позолоченных шпилей, окружённый алебастровыми стенами, откуда галеоны направляются на восток к Серенарианскому морю.
- Киран (англ. Kiran) — дворец, террасы которого сбегают к реке Укранос (англ. Oukranos), возле Чёрного леса (англ. Dark wood), где обитают топочущие Буйпоты.
- Дайлат-Лин (англ. Dylath-Leen) — город на реке Скай, в семи днях пути на юг от Ултар. Похож на мост гигантов, у него высокие чёрные башни из базальтовых глыб и крупный морской порт.

### Северо-запад
Локации в рассказе «Поиск Иранона»:
- Эйра (англ. Aira) — музыкант Иранон выдумал этот город из мрамора и изумрудов, где растут рощи и текут кристально-чистые реки Нитра (англ. Nithra) и Крэй (англ. Kra).
- Унэя (англ. Oonai) — город лютни и танца, где серые и мрачные купола, а горожане устраивают шумные пирушки, упиваясь вином.
- Телос (англ. Teloth) — серый гранитный город на реке Зуро (англ. Zuro) с квадратными домами, где угрюмые люди трудятся всю жизнь и отродясь не слыхали ни смеха, ни песен.
- Карфианские холмы (англ. Karthian hills) — холмы вдали от Телоса, через которые путь лежит в Унэя.
- Гора Сидрак (англ. Sidrak) — гора вблизи Телоса, что высится напротив древнего каменного моста.
- Натрос (англ. Narthos) — долина, где течёт река Хари (англ. Xari), в которой поселился Иранон в детстве.
- Синара (англ. Sinara) — город на южном склоне гор.
- Джарена (англ. Jaren) — город, чьи стены украшены плитками разноцветного оникса.
- Стетелос или Стефелос (англ. Stethelos) — город, что лежит ниже великого водопада. Также упоминается в рассказе «Зелёный Луг».
- Лиранийская пустыня (англ. Liranian desert) — земли в пустыне, известные танцорами, которые неистово кружатся, как волчки.
- Драйнена (англ. Drinen) — город на востоке, известный своими флейтистами.
- Сидафрии (англ. Cydathria) — города в землях, что лежат за пустыней Бназик (англ. Bnazic desert), где дети смеялись над песнями Иранона. Путь от него ведет в Сарнат.
- Смертоносные зыби (англ. Lethal quicksands) — опасные земли, где ночью луна проливала на болото сияние.
- Траа (англ. Thraa) — город на реке Ай, что в земле Мнар.
- Илларнек (англ. Ilarnek) — город на реке Ай, что в земле Мнар.
- Кадатерон (англ. Kadatheron) — город на реке Ай, что в земле Мнар.
- Сарнат (англ. Sarnath) — топи, на месте которых некогда стоял огромный город.
- Олатое (англ. Olathoë) — далёкий город, что в земле Ломар.

Локации в рассказе «Серебряный ключ»:
- Ворота сна (англ. Gate of dreams) — ворота, которые образуют деревья и холмы на сумеречном лугу (англ. Twilight meadow), что находятся на север от Аркхема и вблизи Кингспорта.
- Сумеречные царства (англ. Twilight realms) — исчезнувшие страны (англ. Ethereal lands), которые посещал Рэндольф Картер.
- Призрачные моря (англ. Ethereal seas) — моря в Стране снов, омывающие земли Сумеречного царства.
- Укранос (англ. Oukranos) — река в Стране снов.
- Тран (англ. Thran) — город с золотыми шпилями на реке Укранос.
- Клед (англ. Kled) — джунгли в сумеречных землях, где стоят белёсые забытые дворцы (англ. Forgotten palaces).
- Нарат (англ. Narath) — город с сотнями резных ворот и куполов из халцедона.
- Ултар (англ. Ulthar) — город за рекой Скай.
- Илек-Вад (англ. Ilek-Vad) — сказочный город, где башни стоят на полых стеклянных утесах, что нависают над Сумрачным морем. Под ним бородатые гнорри с плавниками прорыли таинственные ходы.

### Восток
Локации в рассказе «Селефаис»:
- Земля Оот-Наргай (англ. Land of Ooth-Nargai) — прекрасная долина на склоне Танарианских гор, вся поросшая травой. В нескольких днях пути галеоном из Трана.
- Селефаис (англ. Celephaïs) — город в долине Оот-Наргай у горы Аран, что не подвержен течению времени, где стоят сверкающие минареты и голубая гавань.
- Серенарианское море (англ. Cerenerian Sea) — море, по которому плавают галеры из порта Селефаис повсюду в Стране снов.
- Наракса (англ. Naraxa) — река, что впадает в Серанианское море.
- Танарианские горы (англ. Tanarian Hills) — горы в долине Оот-Наргай.
- Серанниан (англ. Serannian) — облачный город из розового мрамора на эфирном берегу, где реки неслыханной красоты нежатся в лучах солнца, которое никогда не заходит.
- Страна причудливых садов (англ. Land of quaint gardens) — страна, сокрытая за серой стеной, где цветут вишневые деревья, красивые цветы, белые дорожки, алмазные ручьи.
- Тихий город (англ. Silent city) — руины древнего мёртвого города на равнине, которые освещает из-за горизонта грозное сияние, там течёт река Рид (англ. Reedy) и стоит одинокая башня.
- Запретные земли (англ. Forbidden Lands) — запретные маршруты в явный мир и иные сновидческие пределы, которые лежат за алым хребтом могучих Танарианских гор.

Локации в повести «Сомнамбулический поиск неведомого Кадата»:
- Илек-Вад (англ. Ilek-Vad) — сказочный город в сумеречном море, что находится на северо-запад от Оот-Наргай.
- Гора Аран (англ. Mount Aran) — гора в центре Оот-Наргай.
- Джунгли Кледа (англ. Jungles of Kled) — джунгли, которые сразу видны при приближении к Оот-Наргай на корабле из города Тран.
- Хланит (англ. Hlanith) — портовый город возле джунглей на берегу Серенарианского моря, чьи стены выложены из грубого гранита, причалы из бревен, а у домов островерхие фронтоны.
- Ринар (англ. Rinar) — торговый город рядом с Селефаис, богатый каменоломнями.
- Огратан (англ. Ogrothan) — торговый город рядом с Селефаис, богатый каменоломнями.
- Илларнек (англ. Ilarnek) — город на реке Ай, что в земле Мнар.
- Кадатерон (англ. Kadatheron) — город на реке Ай, что в земле Мнар.

### Север
Локации в рассказе «Полярная звезда»:
- Земля Ломар (англ. Land of Lomar) — королевство суровых людей, страна с обширными равнинами, горами и плато.
- Гора Кадат (англ. Kadath) — самая высокая, снежная гора на безымянном острове, куда не ступала нога человека, а на вершине стоит огромный замок Древних богов.
- Плато Ленг (англ. Plateau of Leng) — легендарное, обособленное плато в холодной пустыне на севере, которое существует в ином времени или другой планете.
- Олатое (англ. Olathoë) — город-цитадель из мрамора на плато Саркиа (англ. Plateau of Sarkis) между горами Нотон (англ. Noton) и Кадифонек (англ. Kadiphonek).
- Тапнен (англ. Thapnen) — башня позади пика Нотон (англ. Noton).
- Дайкос (англ. Daikos) — город, что находится в отдалении от Олатое, в прошлом пал под натиском захватчиков инутов, которые появились откуда-то с запада.
- Зобна (англ. Zobna) — город на севере королевства Ломар, в котором раньше жили люди из Олатое, до того как их вытеснили льды.
- Баноф (англ. Banof) — далекая впадина на плато, над которой нависает дымка испарений. Возможно, это Страна кошмаров или чистилище, которое связано с ним.
- Северное море (англ. Northern sea) — море, что омывает Ленг. В самом центре находится скалистый остров.
- Горы в форме собак (англ. Dog-like mountains) — горы в форме двуглавых собакоподобных существ, эти стражи могут ожить и преследовать путешественников.
- Зубчатая скала (англ. Jagged rock) — остров у берегов Ленга.

Локации в повести «Сомнамбулический поиск неведомого Кадата»:
- Земля Инкуанок (англ. Land of Inganok) — холодный край, между Ленг и Оот-Наргай, куда несколько дней идут корабли. Матросы торговцы ониксом известны во многих портах и они кровные потомки богов.
- Саркоманд (англ. Sarkomand) — заброшенный город в долине под Ленгом, под которым есть проход в Подземные миры.
- Безымянная скала (англ. Nameless rock) — остров у берегов Инкаунок.
- Ург (англ. Urg) — деревня в пустыне на севере за Инкуанок.
- Селарн (англ. Selarn) — деревня в пустыне за Инкуанок.
- Лелаг-Ленг (англ. Lelag-Leng) — деревня камнетесов возле Инкуанок.
- Дом пауков в долине Ленг (англ. Purple spiders of the neighbouring vales) — пещеры в скалах Ленга, населённые фиолетовыми пауками.
- Доисторический монастырь (англ. Prehistoric stone monastery) — храм в Инкаунок, который посещает только Король в маске (англ. Veiled King).
- Недра земли (англ. Earth’s bowels) — вдали от Инкаунок находится пропасть, которая ведёт в Недра земли.
- Сумрачное море (англ. Twilight sea) — моря, между Инкуанок и Оот-Наргай.

### Юг
Локации в рассказе «Белый Корабль»:
- Земля Зар (англ. Land of Zar) — прекрасная зелёная земля, украшенная дивными строениями, где обитают мечты и прекрасные мысли, что были забыты. Отплыв от Зар сразу же виден на горизонте Талларион.
- Таларион (англ. Thalarion) — город тысячи чудес, что люди пытались постичь, но не смогли. Шпили храмов уходят в небо, а улицы белы от костей безумцев. Правит им эйдолон Лати. Порт украшают врата Акариель (англ. Akariel)
- Зур или Ксур (англ. Xura) — страна недостижимого блаженства, играющая сотнями оттенков, где слышен смех, пение райских птиц, а также трупный запах мёртвых городов и кладбищ. Корабли с фиолетовыми парусами везут оттуда лилии.
- Сона-Нил (англ. Sona-Nyl) — земля воображения и фантазий, где нет времени, страданий, смерти, а человеку кажется, что он прожил здесь тысячелетия. В порту два мыса. Далеко на горизонте видны золотые купала соседних городов.
- Базальтовые столпы (англ. Basalt Pillars) — скалы в опасных водах Южного океана. Вершины их не видно, они окутаны мертвенном туманом. Корабль идущий на Запад от Сона-Нил увидит эти столпы на 31 день.
- Катурия (англ. Cathuria) — обитель богов, где не был ни один человек. Находится далеко за базальтовыми столпами Запада и водопадом. В лесах растут орхидеи, алоэ и сандаловые деревья, как в Каморине (англ. Camorin). В городе золотые стены и улицы. Каждый дом выглядит как дворец и стоит у реки Нарг (англ. Narg). В горах стоят замки, украшенные розовым мрамором, рубинами, лазуритом и статуями богов, похожих оживших обитателей Олимпа.
- Чудовищный водопад (англ. Monstrous cataract) — водопад за базальтовыми столпами, где океаны мира низвергаются в бездонное небытие. В туманах вод слышно пение нечеловеческих существ.

Локации в повести «Сомнамбулический поиск неведомого Кадата»:
- Южное море (англ. Southern Sea) — море в Южных землях, в Земле Мнар граничит с морским портом Дайлат-Лин.
- Ориаб (англ. Oriab) — остров на восток от порта Дайлат-Лина, откуда месяц идет корабль. Купцы везут оттуда длинные караваны мулов, впряжённых в двуколки. Там находится вулканическая гора Нгранек, сосновые леса и древние руины. В глубине острова находится Озеро Ят (англ. Lake of Yath), смолоносный лес, Забытые древние руины (англ. Forbidding ancient ruins), каменоломни, проклятая долина, голая пустыня.
- Гора Нгранек (англ. Ngranek) — вулканическая гора на острове Ориаб, на чьем пике боги высекли лик по своему подобию. На её склоне находятся пещеры, в которых обитают Ночные призраки.
- Бахарна (англ. Baharna) — самый большой порт и шумный город на острове Ориаб, в двух днях пути (верхом на зебре) от Нгранек, известный керамической посудой гончаров и резьбой по окаменевшей лаве.
- Затонувший город (англ. Sunken city) — руины в Южном море, где тени витают среди подводных улиц и статуй сфинксов. Находится в трех днях пути от Дайлат-Лина.

### Подземный мир
- Подземный мир (англ. Underworld) — мир под землёй, что населён различными расами и соединён с Страной снов. Описан в «Сомнамбулический поиск неведомого Кадата» и «Курган».
- Внутренний мир (англ. Inner world) — огромный Подземный мир. Описан в повести «Сомнамбулический поиск неведомого Кадата».
- Пики Трока (англ. Peaks of Thok) — горы в подземных пещерах, похожие на гоблинов. Описаны в повести «Сомнамбулический поиск неведомого Кадата».
- Долина Пнат (англ. Valley of Pnath) — подземная долина, где ползают и роют норы исполинские долы и сбрасывают объедки своих пиршеств упыри. Город Пнат упоминается в «Карающий Рок над Сарнатом».
- Город гугов (англ. City of gugs) — город между рядами монолитов, где теснится неисчислимая толпа циклопических круглых башен.
- Подземелья Зин (англ. Vaults of Zin) — огромная пещера в Подземном мире. Описаны в повести «Сомнамбулический поиск неведомого Кадата».
- Чёрная башня Кот (англ. Tower of Koth) — соединяет подземный мир и поверхность Страны снов. Описана в повести «Сомнамбулический поиск неведомого Кадата».
- Бесконечные сумерки (англ. Endless twilights) — один из уровней Подземного мира. Описаны в повести «Сомнамбулический поиск неведомого Кадата» и «Изгой»..
- Подпольный мир (англ. Subterraneous world) — мир, где живут мертвецы и обитает Ньярлатхотеп. Описан в рассказе «Крысы в стенах».
- Пещеры в центре земли (англ. Caverns of earth’s centre) — проходы или катакомбы в «Загробный мир». Описан в рассказе «Крысы в стенах» и повести «Случай Чарльза Декстера Варда».
- Нижний мир (англ. Nether world) — мир, откуда появляются мертвецы. Описан в рассказе «Герберт Уэст — реаниматор» и «Модель для Пикмана».
- Недра земли (англ. Inner earth) — миры глубоко под землей. Описаны в рассказе «Заброшенный дом».
- Царства ужаса (англ. Realm of horror) — мир под землей, что ведет в «Загробный мир». Упоминаются в рассказе «Ужас в Ред Хуке».

### Иные миры
- Долина Нис (англ. Nis) — мрачная долина, где течёт красная река Тэн (англ. Than), а среди руин дворцов растут деревья, на которых резвятся обезьяны. Описана в рассказе «Память».
- Закарион (англ. Zakarion Dream-city) — город грёз, где некогда жили мудрецы, рождённые в Стране снов, которые описали её тайны. Описан в рассказе «Забвение».
- Пнакотус (англ. Pnakotus) — тайная библиотека в забытых бореальных королевствах, где пришельцы составили «Пнакотические манускрипты». Описана в рассказе «За гранью времён».
- Коммориом (англ. Commoriom) — столица Гипербореи. Описан в повести «Сомнамбулический поиск неведомого Кадата» и рассказе «Иные боги».
- Загробные глуби (англ. Sepulchral depths) — миры, куда ведут проходы через могилы. Описаны в «Показания Рэндольфа Картера».
- Призрачный мир (англ. Spectral world) — мир из далекого прошлого. Описан в рассказе «Модель для Пикмана».
- Могучие затонувшие земли (англ. Earth’s sunken Mighty Ones) — подводные миры, в которых живут коньки, тритоны и нереиды. Описаны в рассказе «Загадочный дом на туманном утёсе»
- Замёрзшие миры (англ. Frozen worlds) — северное сияние приносит видение иных миров. Описаны в рассказе «Загадочный дом на туманном утёсе».
- Бесконечный эфир (англ. Limitless aether) — пространства в тумане, которые посещают Древние боги. Описаны в рассказе «Загадочный дом на туманном утёсе».
- Верхний сновидческий мир (англ. Upper dreamland) — так подземные жители называют земли на поверхности. Описан в повести «Сомнамбулический поиск неведомого Кадата».
- Мёртвые города (англ. Dead cities) — призрачные города. Описан в повести «Сомнамбулический поиск неведомого Кадата».
- Край вечных сумерек (англ. Endless twilight) — фантомный, призрачный мир. Описан в рассказе «Изгой» и повести «Сомнамбулический поиск неведомого Кадата».
- Страна Воображения (англ. Fantastic Realms) — персональный мир каждого человека в Стране снов. Описана в повести «Сомнамбулический поиск неведомого Кадата».
- Телоэ (англ. Teloe) — город, что лежит за потоками Аринури (англ. Milky Way of Arinurian streams). Рядом стоят города из янтаря и халцедона. Описан в рассказе «Крадущийся Хаос»:
- Кифарион, город семи звёзд (англ. Cytharion of the Seven Suns) — город, где царствуют вечная юность, услады, смех, песни и звуки лютни. Одни только боги обитают в нём. Описан в рассказе «Крадущийся Хаос»:
- Земли, которые люди не знали (англ. Lands that men never knew) — мрачные и ужасные земли, где башни и монолиты скрыты на морском дне, которые люди никогда не знали. Описан в рассказе «Крадущийся Хаос»:
- Бел-Хаз-эн (англ. Bel-haz-en) — город у реки Олл и горами Азлакка. Описан в рассказе «Волшебство Афлара».

### Космос
- Эфир (англ. Aether) — пространства в космосе.
- Луна (англ. Moon) — сюда плавают черные галеры, её населяют жабоподобные «лунные твари». Темная стороны Луны описана в повести «Сомнамбулический поиск неведомого Кадата».
- Планетарное пространство (англ. Planetary space) — пространства в эфире, где обирают бесформенные чёрные твари, что являются личинками Иных богов.
- Млечный путь (англ. Milky Way) — пространство в космосе. Описан в произведениях «За стеной сна», «Крадущийся Хаос» и «Коллапсирующий космос».
- Дворцы из лучей света (англ. Palaces of light) — "мир в космосе, где океаны пространства, необычная музыка, призрачные гора и долины. Описаны в «За стеной сна».
- Лучезарные долины в космосе (англ. Effulgent valleys) — пространство в космосе. Описано в рассказе «За стеной сна».
- Внешний мир (англ. Outer world) — миры в космосе. Упоминаются в повести «Сомнамбулический поиск неведомого Кадата».
- Вне космоса (англ. Out of space) — пространство вне космоса, где формы не существует, а светящиеся газы изучают секреты бытия. Описано в рассказе «Иные боги».
- Бездна сна (англ. Abyss of dream) — бурлит хаосом розового и голубого цвета, где голоса поют гимны, а по облакам можно ходить, как по песку в пустыне. Описана в рассказе «Селефаис».
- Белая пустота (англ. White void) — пустое безграничное пространство кристального забвения, где обитает Демон Жизни. Описан в рассказе «Забвение».
- Наф (англ. Nath) — планета, где светит три солнца. Там стоит древний храм, в котором обитает ужасная тень. Описан в рассказе «Дерево на холме».